# Шта се догодило са Филипом Прерадовићем
„Шта се догодило са Филипом Прерадовићем” је југословенски ТВ филм из 1977. године у продукцији РТВ Београд. Режирао га је Слободан Шијан а сценарио је написао Маринко А. Ивков. Шијанов филм представља један од ретких примера псеудодокументарног филма у историји југословенске телевизије.

## Синопсис
У фокусу приче "Шта се догодило са Филипом Прерадовићем" је потрага за јунаком из наслова филма. Радња се догаша у једном војвођанском месту, где је младић нестао. О Филипу свако има другачије мишљење, почев од његовог оца до жене коју је волео. Његов нестанак одражава се на његове родитеље, пријатеље, комишије и мештане. Трагање показује да свако има онолико ликова колико је људи који га познају.

## Улоге
| Глумац            | Улога                   |
| ----------------- | ----------------------- |
| Иван Хајтл        | Филипов отац            |
| Миомир Петровић   | Општински службеник     |
| Љубомир Радовић   | Голубар                 |
| Добрила Шокица    | Жена која меси тесто    |
| Стеван Шалајић    | Берберин                |
| Тихомир Плескоњић | Млинар                  |
| Петар Лупа        | Скитница                |
| Драгомир Чумић    | Стевица Снајпер         |
| Томислав Пејчић   | Саника Бегешар          |
| Стеван Радиновић  | Мартин, продавац лозова |
| Добрила Илић      | Сека, конобарица        |

### Остале улоге
| Глумац                   | Улога                      |
| ------------------------ | -------------------------- |
| Васја Станковић          | Свињар                     |
| Азра Ченгић              | Лепа Ката                  |
| Љуба Ковачевић           | Томин отац                 |
| Милена Булатовић Шијачки | Жена која черупа гуску     |
| Предраг Милинковић       | Намћор                     |
| Лазар Богдановић         | Продавац огласа            |
| Мирослава Николић        | Девојка (као Мира Николиц) |
| Љубомир Ћипранић         | Поштар                     |
| Вељко Мандић             | Гробар                     |